# Họ Thú mỏ vịt
Họ Thú mỏ vịt (Ornithorhynchidae) là một trong hai họ còn sinh tồn trong Bộ Đơn huyệt (Monotremata), và chỉ gồm loài thú mỏ vịt và họ hàng tuyệt chủng của chúng. Họ còn lại là Họ Tachyglossidae (thú lông nhím). Trong Họ Thú mỏ vịt là các chi Monotrematum, Obdurodon và Ornithorhynchus:
- Họ Ornithorhynchidae
  - Chi † Monotrematum
    - †Monotrematum sudamericanum

  - Chi †Obdurodon — một nhánh cổ đại của Họ Thú mỏ vịt
    - †Obdurodon dicksoni
    - †Obdurodon insignis
    - †Obdurodon tharalkooschild

  - Chi Ornithorhynchus
    - Ornithorhynchus anatinus (thú mỏ vịt ngày nay)

Hai chi, Steropodon và Teinolophos, ban đầu được cho là thuộc họ này. Tuy nhiên, cả hai đều được đặt vào một họ mới, Họ Steropodontidae. Quyết định này được đưa ra dựa trên sự khác biệt về bộ răng hàm được phục hồi từ hệ tầng Griman Creek, Lightning Ridge, New South Wales ở Úc. Bộ răng hàm này là kiểu mẫu cho chi Steropodon, do đó thiếu thông tin dẫn đến việc phân loại sai lúc đầu. Nghiên cứu sâu hơn về chi Teinolophos đã thực sự cho thấy chúng là một loài động vật khác nhiều so với các loài Họ Thú mỏ vịt (thiếu mỏ, sở hữu bộ răng động vật có vú hoàn chỉnh hơn và giữ lại đôi tai nguyên thủy nối với hàm như ở những động vật có vú đơn giản hơn.)
Loài Ornithorhynchus maximus đã tuyệt chủng từng được đưa vào chi Ornithorhynchus, nhưng sau đó được đặt vào Họ Thú lông nhím (Tachyglossidae) với tên gọi mới là Waplossus robustus.